# Рожер Гарсія
Рожер Гарсія Хунієнт (ісп. Roger García Junyent, нар. 15 грудня 1976, Сабадель) — іспанський каталонський футболіст, що грав на позиції півзахисника. По завершенні ігрової кар'єри — футбольний тренер.
Виступав за «Барселону», «Еспаньйол», «Вільярреал» та «Аякс», а також національну збірну Каталонії.

## Клубна кар'єра
Народився 15 грудня 1976 року в місті Сабадель. Вихованець футбольної школи клубу «Барселона», до якої вступив у 1987 році у віці десяти років. З 1994 року виступав за резервну команду клубу «Барселона Б», в якій провів один сезон, взявши участь у 26 матчах чемпіонату.
6 травня 1995 року Рожер дебютував за першу команду у Прімері під керівництвом Йогана Кройфа у матчі проти «Депортіво» (1:1). У першому сезоні він зіграв лише у 5 матчах ліги, але в наступному сезоні він вже основним гравцем команди і забив до 5 голів у 33 іграх чемпіонату. Перший успіх Рожера у «Барсі» відбувся в 1997 році, коли команда під керівництвом Боббі Робсона виграла Кубок володарів кубків (Рожер не зіграв у фіналі проти «Парі Сен-Жермена» — 1: 0). Того ж року він допоміг команді виграти і Кубок Іспанії. А наступного року Рожер виграв з командою перше чемпіонство (18 матчів), а також а також захистив титул володаря національного кубка. У сезоні 1998/99, в якому каталонці вдруге поспіль виграли чемпіонат Іспанії, Рожер лише іноді з'являвся на полі (6 матчів).
Своєю грою за цю команду привернув увагу представників тренерського штабу клубу «Барселона», до складу якого приєднався 1995 року. Відіграв за каталонський клуб наступні чотири сезони своєї ігрової кар'єри. За цей час двічі виборював титул чемпіона Іспанії, ставав володарем Кубка Кубків УЄФА, володарем Суперкубка УЄФА.
Влітку 1999 року через розбіжності з головнимтренером Луї ван Галом Рожер покинув «Барсу», підписавши контракт з іншим каталонським клубом «Еспаньйол». Там він швидко став основним гравцем команди і вже в першому сезоні виграв з командою кубок Іспанії, вже третій у своїй кар'єрі. У сезоні 2002/03 він забив 9 голів у Прімері (найкращий результат в кар'єрі), а клуб ледве уникнув вильоту.
Влітку 2003 року Рожер уклав трирічний контракт з «Вільярреалом», у складі якого провів наступні три роки своєї кар'єри гравця. У першому сезоні Рожер був незмінним основним гравцем, зігравши у 30 іграх чемпіонату, але у другому отримав серйозну травму, через яку з'явився лише один раз на полі, а «Вільярреал» фінішував третім. Це дозволило Рожеру після відновлення у сезоні 2005/06 зіграти з командою у Лізі чемпіонів, дійшовши там до півфіналу. Однак клуб вирішив не продовжувати контракт з півзахисником і влітку 2006 року він покинув клуб.
У 2006 році Рожер підписав угоду з амстердамським «Аяксом», приєднавшись до колишнього товариша по «Барселоні» Габрі. В Амстердамі він став останнім гравцем, який носив номер 14. Після закінчення того сезону Рожер 7 липня 2007 року завершив кар'єру через постійні травми, а номер 14 був вилучений з обігу і назавжди закріплений за легендою клубу Йоганом Кройфом, тренером Рожера в «Барселоні».

## Виступи за збірні
Виступав у складі юнацьких збірних з 1992 року. Разом з командою до 20 років був учасником молодіжного чемпіонату світу 1995 року в Катарі, де забив два голи і зайняв з командою підсумкове 4-те місце.
Протягом 1995—1998 років залучався до складу молодіжної збірної Іспанії, у складі якої брав участь у молодіжному чемпіонаті Європи 1998 року а в Румунії і допоміг збірній завоювати золоті нагороди турніру. Всього на молодіжному рівні зіграв у 12 офіційних матчах, забивши 4 голи.
2000 року дебютував в офіційних матчах у складі національної збірної Каталонії і протягом 8 років, провів у її формі 12 матчів, забивши 2 голи.

## Тренерська кар'єра
Перший досвід тренерської роботи Рожер отримав в 2010—2013 роках, допомагаючи колишньому товаришеві по «Барселоні» Луїсу Каррерасу в «Сабаделі» і домігшись виходу клубу до Сегунди. Після цього працював асистентом у збірній Каталонії.
2016 року став головним тренером аматорського барселонського клубу «Дамм», але у листопаді 2019 року повернувся на посаду асистента, увійшовши в тренерський штаб свого брата Оскара Гарсії у клубі вищого іспанського дивізіону «Сельта Віго».

## Титули і досягнення
- Чемпіон Іспанії (2):

«Барселона»: 1997–1998, 1998–1999
- Володар Кубка Іспанії (3):

«Барселона»: 1996–1997, 1997–1998
«Еспаньйол»: 1999–2000
- Володар Суперкубка Іспанії (1):

«Барселона»: 1996
- Володар Кубка Нідерландів (1):

«Аякс»: 2006–2007
- Володар Суперкубка Нідерландів (1):

«Аякс»: 2006
- Володар Кубка Кубків УЄФА (1):

«Барселона»: 1996–1997
- Володар Суперкубка УЄФА (1):

«Барселона»: 1997
- Володар Кубка Інтертото (2):

«Вільярреал»: 2003; 2004
- Чемпіон Європи (U-21): 1998

## Особисте життя
Брати Рожера, Оскар і Хеніс, також були професіональними футболістами і пройшли академію «Барселони». 17 червня 1997 року під час фіналу Кубка Каталонії усі троє братів вийшли у складі «Барселони» в грі проти «Європи», але поступились супернику 1:3.